# Música católica
La música católica es un tipo de música cristiana dedicada a la alabanza de Dios desde el punto de vista del catolicismo. Esto incluye a una variedad de géneros que no se limita a la divinidad de Jesús de Nazaret, sino que incluye creencias católicas como los sacramentos de la Iglesia Católica.
La música católica incluye, entre otras, la música sacra, música contemplativa y de meditación. 
Desde finales del siglo XX, la música contemporánea popular ha sido incorporada a la liturgia del culto de la Iglesia católica, sobre todo en la Eucaristía (o misa). Existen algunos exponentes que se han abierto más espacio en el ámbito, sobre todo para eventos de jóvenes católicos. Algunos de los principales exponentes de la música católica son: los cantautores, músicos y compositores Luis Alfredo Díaz, Martín Valverde, Luis Enrique Ascoy y Fernando Leiva, así como los grupos Rosa de Saron, Alfareros (ganadores de un Latin Grammy cristiano), Son By Four y Tesalónica; y otros como el DJ católico Gabriel Eshel y el padre Joan Enric Reverté.
Algunas religiosas (o consagradas), como, por ejemplo, Sor Sonrisa, la Hermana Glenda, o la Hermana Inés de Jesús, han incursionado como cantautoras e intérpretes de canciones que muestran una apertura de la música sacra hacia la música popular, y que promueven desde la perspectiva católica, el culto a Dios.
Hoy en día hay una nueva generación de cantantes católicos contemporáneos, que está creciendo rápidamente, como Athenas, Jon Carlo, Matt Maher, Celinés Díaz, La Voz del Desierto, Joan Sánchez, Kairy Márquez, Darwin Lechler, Pablo Martínez, entre otros.
En Brasil hay muchos grupos de música católica, como Rosa de Saron, el Padre Rossi, Ziza Fernandes, entre otros.

## Liturgia católica
En la liturgia católica, la misa solemne o cantada constituye un género musical tradicional, que consta de tres partes obligatorias, el "Kyrie" el "Sanctus" y el "Agnus Dei", e incluye además el "Gloria" y el "Credo".

## Música católica en México
Un músico católico mexicano fue Gaspar Fernandes, un organista, maestro de capilla y compositor portugués activo en las catedrales de Guatemala, Puebla y Oaxaca. Sus atribuciones aquí eran las de acompañar al coro en la  y el oficio divino, y mantener afinados los órganos. Pero sin duda la acción de más trascendencia para la posteridad fue el hecho de que en 1602 Gaspar Fernandes compiló algunos de los libros de coro polifónico que han llegado hasta nuestros días, reflejando así el uso de la música polifónica en la liturgia católica de la catedral. En 1603 el amigo de Fernandes, Pedro Bermúdez, dejó la catedral de Santiago de Guatemala para aceptar la invitación del cabildo eclesiástico de Puebla de los Ángeles de desempeñarse como su maestro de capilla. Gaspar Fernandes se convirtió en sucesor de Bermúdez en Guatemala, siendo el primero en desempeñarse como maestro y organista al mismo tiempo. Sin embargo, al morir Bermúdez en 1605, el cabildo poblano logró interesar a Fernandes, quien dejó Guatemala y nuevamente asumió la sucesión de aquel. Aquí permaneció por el resto de su vida, falleciendo en 1629. Los sucedió en el puesto de maestro de capilla el malagueño Juan Gutiérrez de Padilla.
Durante la compilación de los libros de canto de órgano en Guatemala, Gaspar Fernandes compuso un Magníficat del quinto tono que hacía falta para completar los de los otros siete tonos o modos eclesiásticos. Además, proveyó los ocho Benedicamus Domino que faltaban, uno para cada uno de los tonos. También compuso unos fabordones sin texto, y un himno de vísperas para la fiesta de los Ángeles Guardianes. Su producción en Puebla difiere radicalmente de la de Guatemala, ya que en esta nueva etapa se enfocó exclusivamente en la composición de villancicos vernáculos para maitines, en idiomas vernáculos. En el Archivo Musical de la Catedral de Oaxaca se encontró la colección íntegra del Cancionero Musical de Gaspar Fernandes con más de 300 cánticos religiosos populares, en su mayoría escritos en español y náhuatl.
El texto de la Misa Oaxaqueña, surgió como una adaptación tomada de los textos del cantoral religioso oaxaqueño del periodo medieval, del texto litúrgico en español de la misa católica. La obra adopta estrictamente la estructura de una misa.

### Guerra Cristera
Durante la guerra cristera en México, se llegaron a componer múltiples cantos que rechazaban el gobierno de Plutarco Elías Calles y exaltaban a Jesucristo como el eje central del Reino de Dios en la Tierra.

## Música católica contemporánea
En Hispanoamérica, en las últimas décadas se ha desarrollado una nueva ola de música católica. En los 90s y 2000s, ha habido una primera generación de cantantes/predicadores como Luis Alfredo Díaz, Martín Valverde, la Hermana Glenda, Luis Enrique Ascoy, Daniel Poli, Fernando Leiva, Marcos López y Alfareros, entre otros, que han sido pioneros en la realización de conciertos y eventos de evangelización y música católica en estilos contemporáneos a lo largo de todo el continente. Luego, hacia fines de los 2000s, una nueva generación de músicos y cantantes católicos ha ido emergiendo y dando nuevo auge a este género. Gracias a la mayor facilidad para los músicos independientes para acceder las nuevas tecnologías para la grabación, y los nuevos medios de difusión como YouTube y las redes sociales, han podido surgir nuevos artistas como Jon Carlo, Joan Sánchez, Celinés Díaz, Kairy Márquez, Estación Cero, Athenas, Pablo Martínez, La Voz del Desierto, Ítala Rodríguez, Comunicadoras eucarísticas, Caro Ramírez, Rodrigo Soto y Fran Correa, entre muchos otros. 
También la aparición de organizaciones como Cielo Abierto en México ha colaborado con la difusión y posicionamiento de la música católica contemporánea.
También, dentro del mundo folk se desarrolló en España la Misa castellana.